# Boussenois
Boussenois ist eine französische Gemeinde mit 106 Einwohnern (Stand: 1. Januar 2022) im Département Côte-d’Or in der Region Bourgogne-Franche-Comté (vor 2016 Bourgogne). Sie gehört zum Arrondissement Dijon und zum Kanton Is-sur-Tille.

## Geographie
Boussenois liegt rund 32 Kilometer nördlich von Dijon. Nachbargemeinden sind Rivière-les-Fosses im Norden und Osten sowie Selongey im Süden und Westen.

## Bevölkerung
| Jahr                       | 1962 | 1968 | 1975 | 1982 | 1990 | 1999 | 2006 | 2013 | 2019 |
| Einwohner                  | 102  | 147  | 187  | 160  | 152  | 171  | 127  | 117  | 107  |
| Quellen: Cassini und INSEE |      |      |      |      |      |      |      |      |      |

## Sehenswürdigkeiten
- Wehrkirche St. Martin aus dem 12./13. Jahrhundert